# Cruzália (ort)
Cruzália är en ort i Brasilien.   Den ligger i kommunen Cruzália och delstaten São Paulo, i den södra delen av landet, 800 km söder om huvudstaden Brasília. Cruzália ligger 350 meter över havet och antalet invånare är 2 270.
Terrängen runt Cruzália är platt. Närmaste större samhälle är Maracaí, 19,0 km nordost om Cruzália.
Trakten runt Cruzália består till största delen av jordbruksmark. Runt Cruzália är det glesbefolkat, med 19 invånare per kvadratkilometer.